# 光唇蛇鮈
光唇蛇鮈（学名：Saurogobio gymnocheilus）为輻鰭魚綱鯉形目鲤科蛇鮈屬的鱼类，是中国的特有物种。分布于长江中上游等。该物种的模式产地在宜昌。體長可達11.7公分。

## 扩展阅读
維基物種上的相關：光唇蛇鮈